# Liste des localités de la province de Luxembourg

## A
- Achouffe
- Acremont
- Acul
- Aisne
- Aix-sur-Cloie
- Al-Hez
- Almache
- Almeroth
- Amberloup
- Ambly
- Amonines
- Anlier
- Anloy
- Ansart
- Arlon
- Arloncourt
- Arville
- Assenois (Bertrix)
- Assenois (Léglise)
- Assenois (Vaux-sur-Sûre)
- Athus
- Attert
- Aubange
- Auby-sur-Semois
- Autelbas-Barnich
- Autelhaut
- Aviscourt
- Awenne
- Awez
- Aye
- Azy

## B
- Baclain
- Baconfoy
- Bande
- Baranzy
- Barvaux-sur-Ourthe
- Barzin
- Bastogne
- Battincourt
- Beaufays (Vielsalm)
- Beaulieu
- Beauplateau
- Beausaint
- Bébange
- Bécharprez
- Bêche
- Beffe
- Behême
- Beho
- Belleau
- Bellefontaine
- Bellevaux
- Bellevue
- Belle-Vue
- Bende
- Benonchamps
- Bercheux
- Berchiwé
- Berguème
- Bérisménil
- Bernimont (Léglise)
- Bernimont (Libramont-Chevigny)
- Bertogne
- Bertrix
- Beth
- Béthomont
- Bihain
- Biourge
- Biron
- Bizory
- Blanchefontaine (Vielsalm)
- Blanchoreille
- Bleid
- Blier
- Bodange
- Boeur
- Bohon
- Bomal
- Bombois
- Bonnert
- Bonnerue (Houffalize)
- Bonnerue (Libramont-Chevigny)
- Borlon
- Botassart
- Bougnimont
- Bouillon
- Bourcy
- Bourdon
- Bovigny
- Bras (Bastogne)
- Bras (Libramont-Chevigny)
- Breuvanne
- Briscol
- Brisy
- Buisson
- Bure
- Buret
- Burnaimont
- Burnon
- Burtonville
- Buvange
- Buzenol

## C
- Cahay
- Carlsbourg
- Cens
- Cetturu
- Chabrehez
- Champlon
- Champlon-Famenne
- Champs
- Chanly
- Chantemelle
- Charneux
- Chassepierre
- Châtillon
- Chaumont
- Chavanne
- Chêne
- Chêne al'Pierre
- Chenet
- Chenogne
- Chenois
- Chéoux
- Cherain
- Cherapont
- Chevaudos
- Chiny
- Chisogne
- Cielle
- Cierreux
- Clairefontaine
- Clerheid
- Clochimont
- Cobreville
- Cobru
- Commanster
- Compogne
- Conques
- Corbion
- Courtil
- Cousteumont
- Couvreux
- Croix-Rouge
- Cugnon
- Curfoz

## D
- Dairomont
- Dampicourt
- Daverdisse
- Deiffelt
- Deulin
- Deux-Rys
- Devantave
- Differt
- Dinez
- Dochamps
- Dohan
- Durbuy

## E
- Ébly
- Engreux
- Ennal
- Érezée
- Erneuville
- Erpigny
- Estiné
- Étalle
- Èthe
- Éveux

## F
- Fagnoux
- Fanzel
- Farnières
- Fauvillers
- Fays (Bertogne)
- Fays (Manhay)
- Fays-Famenne
- Fays-les-Veneurs
- Filly (Houffalize)
- Fisenne
- Flamierge
- Flamisoul
- Flohimont
- Florenville
- Floumont
- Fontenaille
- Fontenoille
- Forge-à-l'Aplé
- Forrières
- Fosset
- Fouches
- Foy
- Frahan
- Fraiture
- Framont
- Frassem
- Fratin
- Frêne
- Frenet
- Frenois
- Freux
- Freylange
- Freyneux
- Froidlieu
- Fronville

## G
- Gembes
- Gênes
- Gennevaux
- Gennevaux
- Gérimont (Neufchâteau)
- Gérimont (Sainte-Ode)
- Gérouville
- Gives
- Givroulle
- Givry
- Glaireuse
- Glaumont
- Gomery
- Goronne
- Gouvy
- Grainchamps
- Grand-Bru
- Grandcourt
- Grande-Eneille
- Grand-Halleux
- Grandhan
- Grand-Hez
- Grandménil
- Grandru
- Grandvoir
- Grapfontaine
- Grendel
- Gribomont
- Grimbiémont
- Grumelange
- Grune
- Grupont
- Guelff
- Guerlange
- Guirsch

## H
- Habaru
- Habay-la-Neuve
- Habay-la-Vieille
- Habergy
- Hachy
- Halanzy
- Halconreux
- Halleux
- Hallonru
- Halma
- Hamaide
- Hamipré
- Hampteau
- Han
- Hardigny
- Harfontaine
- Hargimont
- Harinsart
- Harnoncourt
- Harre
- Harsin
- Harzy
- Hatrival
- Haut-Fays
- Hazeilles
- Hébronval
- Heckbous
- Heinsch
- Heinstert
- Hemroulle
- Herbaimont
- Herbet
- Herbeumont
- Herlinval
- Hermanne
- Heyd
- Hives
- Hodister
- Hollange
- Hollogne
- Hompré
- Hondelange
- Honvelez
- Honville
- Horritine
- Hosseuse
- Hotte
- Hotton
- Houdemont
- Houdrigny
- Houffalize
- Houmart
- Houmont
- Hoursinne
- Hubermont (La Roche-en-Ardenne)
- Hubermont (Sainte-Ode)
- Humain
- Huombois

## I
- Isle-la-Hesse
- Isle-le-Pré
- Izel
- Izier

## J
- Jamoigne
- Jehonville
- Jenneret
- Jenneville
- Jodenville
- Joubiéval
- Journal
- Jupille-sur-Ourthe
- Juseret

## L
- La Barrière
- La Bedinne
- La Comté
- La Cornette
- Lacuisine
- La Fange
- La Folie
- La Forge
- La Fosse
- La Géripont
- La Girgaine
- Lahage
- La Haïlleule
- Lahérie
- Laiche
- Laidprangeleux
- Lambermont
- Lamorménil
- Lamorteau
- Lamouline
- Lamouline
- Laneuville
- Laneuville-au-Bois
- Langlire
- La Roche
- La Roche Percée
- La Soye
- Latour
- Launoy
- Lavacherie
- Laval
- Lavaselle
- Lavaux (La Roche-en-Ardenne)
- Lavaux (Léglise)
- Laviot
- Léglise
- Le Jardin
- Le Ménil
- Le Mont
- Lenclos
- Le Sart
- Les Bulles
- Lescheret
- Les Fossés
- Les Hayons
- Les Scottons
- Lesse
- Lesterny
- Libin
- Libramont
- Lignely
- Lignières
- Limerlé
- Limes
- Lischert
- Livarchamps
- Lomprez
- Lomré
- Longchamps
- Longeau
- Longlier
- Longueville
- Longvilly
- Lorcy
- Losange
- Louftémont
- Lutrebois
- Lutremange
- Luxeroth
- Luzery

## M
- Maboge
- Mabompré
- Mageret
- Magerotte
- Magery
- Magoster
- Maisoncelle
- Maissin
- Malempré
- Malmaison
- Mande-Sainte-Marie
- Mande-Saint-Étienne
- Manhay
- Marbay
- Marbehan
- Marche
- Marcouray
- Marcourt
- Marenne
- Marenwez
- Marloie
- Martelange
- Martilly
- Martué
- Marvie
- Masbourg
- Massul
- Meix-devant-Virton
- Meix-le-Tige
- Mélines
- Mellier
- Melreux
- Ménil
- Ménil-Favay
- Menuchenet
- Menufontaine
- Menugoutte
- Merny
- Messancy
- Metzert
- Michamps
- Mierchamps
- Mirwart
- Mochamps
- Mogimont
- Moinet
- Moircy
- Molinfaing
- Monaville
- Mon-Idée
- Mont (Bastogne)
- Mont (Houffalize)
- Monteuville
- Montleban
- Montplainchamps
- Montquintin
- Monville
- Morhet
- Morhet-Station
- Morival
- Mormont (Érezée)
- Mormont (Houffalize)
- Mormont (Nassogne)
- Mortehan
- Mortinsart
- Morville
- Mousny
- Moyen
- Muno
- Musson
- Mussy-la-Ville

## N
- Nadrin
- Naleumont
- Namoussart
- Nantimont
- Narcimont
- Nassogne
- Neffe
- Neufchâteau
- Neuperlé
- Neupont
- Neuville
- Neuvillers
- Nevraumont
- Nimbermont
- Nisramont
- Nivelet
- Nives
- Nobressart
- Noirefontaine
- Nolinfaing
- Nollevaux
- Nothomb
- Noville
- Ny

## O
- Ochamps
- Odeigne
- Offagne
- Offaing
- Ollomont
- On
- Oneux
- Opont
- Oppagne
- Orgeo
- Orsinfaing
- Ortheuville
- Ortho
- Oster (Érezée)
- Oster (Manhay)
- Ottré
- Oubourcy
- Our
- Ourt
- Ourthe
- Ozo

## P
- Paliseul
- Parette
- Petite-Eneille
- Petites-Tailles
- Petit-Halleux
- Petithan
- Petit-Thier
- Petitvoir
- Pin
- Pinsamont
- Pisserotte
- Plainevaux
- Poisson-Moulin
- Poix-Saint-Hubert
- Poncelle
- Pont Charreau
- Porcheresse
- Post
- Poteau (Vielsalm)
- Poupehan
- Prelle
- Presseux
- Priesmont
- Prouvy
- Provedroux

## Q
- Quartiers

## R
- Rachamps
- Rachecourt
- Radelange
- Ramont
- Rancimont
- Rechrival
- Recogne (Bastogne)
- Recogne (Libramont-Chevigny)
- Redu
- Regné
- Remagne
- Remichampagne
- Remience
- Remoifosse
- Remoiville
- Renaumont
- Rencheux
- Rendeux-Bas
- Rendeux-Haut
- Renglez
- Renuamont
- Respelt
- Resteigne
- Rettigny
- Robelmont
- Roche-à-Frêne
- Rochehaut
- Rodenhoff
- Rogery
- Rolley
- Romponcelle
- Ronchampay
- Rondu
- Ronzon
- Rosenberg
- Rossart
- Rossignol
- Rouette
- Roumont
- Roupage
- Rouvroy
- Roy
- Ruette
- Rulles

## S
- Sadzot
- Sainlez
- Sainte-Cécile
- Saint-Éloi
- Sainte-Marie-Chevigny
- Sainte-Marie-sur-Semois
- Saint-Hubert
- Saint-Léger
- Saint-Mard
- Saint-Médard
- Saint-Pierre
- Saint-Remy
- Saint-Vincent
- Salle
- Salmchâteau
- Salvacourt
- Sampont
- Samrée
- Sart
- Savy
- Sberchamps
- Schadeck
- Schockville
- Schoppach
- Sclassin
- Sèchery
- Sélange
- Semel
- Senonchamps
- Sensenruth
- Septon
- Sesselich
- Séviscourt
- Seymerich
- Sibret
- Signeulx
- Sivry
- Smuid
- Sohier
- Sommerain
- Sommethonne
- Soy
- Sprimont
- Stehnen
- Steinbach
- Sterpenich
- Sterpigny
- Stockem
- Straimont
- Strainchamps
- Sûre
- Suxy

## T
- Tailles
- Taverneux
- Tavigny
- Tellin
- Tenneville
- Termes
- Thiaumont
- Thibessart
- Thimont
- Tigeonville
- Tillet
- Tintange
- Tintigny
- Toernich
- Tohogne
- Tonny
- Tontelange
- Torgny
- Tournay
- Traimont
- Transinne
- Tresfontaine
- Trinal
- Troismont
- Tronle
- Tronquoy
- Turpange

## U
- Ucimont
- Udange

## V
- Valansart
- Vance
- Vaux (Bastogne)
- Vaux (Gouvy)
- Vaux-Chavanne
- Vaux-lez-Chêne
- Vaux-lez-Rosières
- Vaux-sur-Sûre
- Vellereux
- Verdenne
- Verlaine
- Verlaine-sur-Ourthe
- Vesqueville
- Vielsalm
- Vieux-Fourneau
- Villance
- Ville-du-Bois
- Villeroux
- Villers-devant-Orval
- Villers-la-Bonne-Eau
- Villers-la-Loue
- Villers-Sainte-Gertrude
- Villers-sur-Semois
- Villers-Tortru
- Virton
- Vissoule
- Viville
- Vivy
- Vlessart
- Volaiville

## W
- Waha
- Waharday
- Waltzing
- Wandebourcy
- Wardin
- Warempage
- Warisy
- Warmifontaine
- Warnach
- Warre
- Wathermal
- Watrinsart
- Wellin
- Wembay
- Wéris
- Werpin
- Weyler
- Wibrin
- Wicourt
- Wideumont
- Wigny
- Willancourt
- Wilogne
- Winville
- Wisembach
- Withimont
- Witry
- Wittimont
- Wolkrange
- Wy
- Wyompont

## X
- Xhout-si-Plout